# ORGMASZ
Das Institut für Organisation und Management in der Industrie (ORGMASZ; poln: Instytut Organizacji i Zarządzania w Przemyśle – ORGMASZ; en: Institute of Organisation and Management in Industry) ist ein polnisches staatliches Hochschul- und Forschungsinstitut in Warschau.
Das 1953 gegründete Institut zählt zu den führenden Forschungseinrichtungen in Polen. Es ist eine von sechs Institutionen in Polen, die das Habilitationsrecht haben.
Es befasst sich mit Forschungsthemen im Bereich der Betriebswirtschaft mit Schwerpunkt in Organisation und Management und engagiert sich insbesondere im Innovations- und Technologietransfer. Es führt seit 1992 unter anderem ein Qualitätsförderungsprogramm im Auftrag des polnischen Wirtschaftsministeriums durch.
Das Institut ist Herausgeber des monatlichen Wissenschaftszeitschrift „Economics and Organization of Enterprise“. Es beteiligt sich darüber hinaus aktiv an zahlreichen internationalen Forschungsprojekten.